# STS Lord Nelson
STS Lord Nelson – pierwszy na świecie żaglowiec zaprojektowany z myślą o osobach niepełnosprawnych, które mogą stanowić aż połowę jego załogi.

## Udogodnienia dla niepełnosprawnych
W tym celu żagle obsługiwane są automatycznie, specjalne windy wciągają na reje wózki inwalidzkie, niesłyszących budzą na wachty specjalne alarmy, a niewidzący mogą sterować dzięki kompasowi akustycznemu. Podczas wacht niepełnosprawni pracują z osobami pełnosprawnymi. Niemal każde stanowisko na żaglowcu może być obsługiwane przez każdego. Żaglowiec ma doświadczoną załogę i od płynących po raz pierwszy nie wymaga się doświadczenia żeglarskiego. Przeważnie w krótkich rejsach trwających od 5 do 10 dni, odbywających się na Morzu Północnym i Atlantyku na „Lordzie Nelsonie” żeglowało już ponad 20 tysięcy osób w wieku od 15 do 70 lat. Bark często uczestniczy w regatach i w zlotach żaglowców, które również traktowane są jako forma integracji i rehabilitacji osób niepełnosprawnych.
Żaglowiec w Polsce był m.in. podczas The Tall Ships' Races w 2007 roku w Szczecinie.